# Comuna de Żórawina
Żórawina (polaco: Gmina Żórawina) é uma gminy (comuna) na Polónia, na voivodia de Baixa Silésia e no condado de Wrocławski. A sede do condado é a cidade de Żórawina.
De acordo com os censos de 2004, a comuna tem 7894 habitantes, com uma densidade 65,7 hab/km².

## Área
Estende-se por uma área de 120,11 km², incluindo:
- área agricola: 89%
- área florestal: 1%

## Demografia
Dados de 30 de Junho 2004:
|                      | Total   | Total | Mulheres | Mulheres | Homens  | Homens |
| -------------------- | ------- | ----- | -------- | -------- | ------- | ------ |
|                      | pessoas | %     | pessoas  | %        | pessoas | %      |
| População            | 7894    | 100   | 3986     | 50,5     | 3908    | 49,5   |
| Densidade (pop./km²) | 65,7    | 100   | 33,2     | 33,2     | 32,5    | 32,5   |

De acordo com dados de 2002, o rendimento médio per capita ascendia a 1266,3 zł.

## Subdivisões
- Bogunów, Bratowice-Zagródki, Galowice, Jaksonów, Jarosławice, Karwiany-Komorowice, Krajków, Mędłów, Milejowice, Mnichowice, Nowojowice, Nowy Śleszów, Okrzeszyce-Rynakowice, Polakowice, Przecławice, Racławice Małe, Rzeplin-Szukalice, Stary Śleszów, Suchy Dwór, Turów, Węgry-Brzeście-Marcinkowice, Wilczków, Wilkowice, Wojkowice, Żórawina, Żerniki Wielkie.

## Comunas vizinhas
- Borów, Domaniów, Kobierzyce, Święta Katarzyna